# Klubowe Mistrzostwa Świata w piłce siatkowej kobiet 2023
16. edycja Klubowych mistrzostw świata w piłce siatkowej kobiet odbyły się w dniach 13-17 grudnia 2023 w chińskim  mieście Hangzhou. W rozgrywkach brało udział 6 drużyn.

## Hala sportowa
| Obiekt |           |                                               |
| ------ | --------- | --------------------------------------------- |
| Obiekt | Miasto    | Hangzhou                                      |
| Obiekt | Hala      | Hangzhou Normal University Cangqian Gymnasium |
| Obiekt | Pojemność | 8033                                          |

## Uczestnicy[2]
| Drużyna                    | Sposób awansu                                           |
| -------------------------- | ------------------------------------------------------- |
| Tianjin Bohai Bank         | Gospodarz, Mistrz Chin                                  |
| VakıfBank SK               | Zwycięzca Ligi Mistrzyń (2022/2023)                     |
| Eczacıbaşı Dynavit Stambuł | Finalista Ligi Mistrzyń (2022/2023)                     |
| Dentil/Praia Clube         | Zwycięzca Klubowych Mistrzostw Ameryki Południowej 2023 |
| Gerdau/Minas               | Finalista Klubowych Mistrzostw Ameryki Południowej 2023 |
| Sport Center 1             | Zwycięzca Klubowych Mistrzostw Azji 2023                |

## Podział na grupy[3]
| Grupa A                                                    | Grupa B                                        |
| ---------------------------------------------------------- | ---------------------------------------------- |
| Tianjin Bohai Bank Eczacıbaşı Dynavit Stambuł Gerdau/Minas | VakıfBank SK Dentil/Praia Clube Sport Center 1 |

## Mecze
- W nawiasach podano godziny meczów zgodnie z czasem środkowoeuropejskim

### Faza grupowa[4]

#### Grupa A
Tabela
| Lp. | Drużyna                    | Mecze | Mecze   | Mecze   | Pkt | Sety | Sety | Sety  | Małe punkty | Małe punkty | Małe punkty |
| Lp. | Drużyna                    | M     | W (3:2) | P (2:3) | Pkt | wyg. | prz. | ratio | zdob.       | str.        | ratio       |
| --- | -------------------------- | ----- | ------- | ------- | --- | ---- | ---- | ----- | ----------- | ----------- | ----------- |
| 1   | Eczacıbaşı Dynavit Stambuł | 2     | 2 (0)   | 0 (0)   | 6   | 6    | 0    | MAX   | 150         | 107         | 1.402       |
| 2   | Tianjin Bohai Bank         | 2     | 1 (0)   | 1 (0)   | 3   | 3    | 3    | 1.000 | 134         | 133         | 1.008       |
| 3   | Gerdau/Minas               | 2     | 0 (0)   | 2 (0)   | 0   | 0    | 6    | 0.000 | 106         | 150         | 0.707       |

Źródło: FIVB
Punktacja: 3:0 i 3:1 – 3 pkt; 3:2 – 2 pkt; 2:3 – 1 pkt; 1:3 i 0:3 – 0 pkt
Zasady ustalania kolejności: 1. liczba zwycięstw, 2. liczba punktów, 3. stosunek setów, 4. stosunek małych punktów, 5. bilans w bezpośrednich meczach
Legenda:   awans do półfinału
Wyniki
| Data       | Godz.         | Drużyna 1                  | Wynik | Drużyna 2                  | 1     | 2     | 3     | 4 | 5 | Widzów | *      |
| ---------- | ------------- | -------------------------- | ----- | -------------------------- | ----- | ----- | ----- | - | - | ------ | ------ |
| 13.12.2023 | 19:30 (12:30) | Tianjin Bohai Bank         | 3:0   | Gerdau/Minas               | 25:22 | 25:16 | 25:20 |   |   | 5433   | raport |
| 14.12.2023 | 19:30 (12:30) | Eczacıbaşı Dynavit Stambuł | 3:0   | Gerdau/Minas               | 25:19 | 25:11 | 25:18 |   |   | 1132   | raport |
| 15.12.2023 | 19:30 (12:30) | Tianjin Bohai Bank         | 0:3   | Eczacıbaşı Dynavit Stambuł | 17:25 | 23:25 | 19:25 |   |   | 4783   | raport |

#### Grupa B
Tabela
| Lp. | Drużyna            | Mecze | Mecze   | Mecze   | Pkt | Sety | Sety | Sety  | Małe punkty | Małe punkty | Małe punkty |
| Lp. | Drużyna            | M     | W (3:2) | P (2:3) | Pkt | wyg. | prz. | ratio | zdob.       | str.        | ratio       |
| --- | ------------------ | ----- | ------- | ------- | --- | ---- | ---- | ----- | ----------- | ----------- | ----------- |
| 1   | VakıfBank SK       | 2     | 2 (0)   | 0 (0)   | 6   | 6    | 0    | MAX   | 150         | 87          | 1.724       |
| 2   | Dentil/Praia Clube | 2     | 1 (0)   | 1 (0)   | 3   | 3    | 3    | 1.000 | 126         | 132         | 0.955       |
| 3   | Sport Center 1     | 2     | 0 (0)   | 2 (0)   | 0   | 0    | 6    | 0.000 | 95          | 152         | 0.625       |

Źródło: FIVB
Punktacja: 3:0 i 3:1 – 3 pkt; 3:2 – 2 pkt; 2:3 – 1 pkt; 1:3 i 0:3 – 0 pkt
Zasady ustalania kolejności: 1. liczba zwycięstw, 2. liczba punktów, 3. stosunek setów, 4. stosunek małych punktów, 5. bilans w bezpośrednich meczach
Legenda:   awans do półfinału
Wyniki
| Data       | Godz.         | Drużyna 1          | Wynik | Drużyna 2          | 1     | 2     | 3     | 4 | 5 | Widzów | *      |
| ---------- | ------------- | ------------------ | ----- | ------------------ | ----- | ----- | ----- | - | - | ------ | ------ |
| 13.12.2023 | 14:00 (07:00) | VakıfBank SK       | 3:0   | Sport Center 1     | 25:10 | 25:15 | 25:13 |   |   | 869    | raport |
| 14.12.2023 | 14:00 (07:00) | Dentil/Praia Clube | 3:0   | Sport Center 1     | 25:10 | 25:22 | 27:25 |   |   | 888    | raport |
| 15.12.2023 | 14:00 (07:00) | VakıfBank SK       | 3:0   | Dentil/Praia Clube | 25:16 | 25:14 | 25:19 |   |   | 1358   | raport |

### Faza finałowa

#### Drabinka
|  |                            |                            |              |                   |   |                            |                            |       |
|  | Półfinały                  | Półfinały                  | Półfinały    |                   |   | Finał                      | Finał                      | Finał |
|  | Półfinały                  | Półfinały                  | Półfinały    |                   |   | Finał                      | Finał                      | Finał |
|  | 16.12                      |                            |              |                   |   |                            |                            |       |
|  |                            |                            |              |                   |   |                            |                            |       |
|  | Eczacıbaşı Dynavit Stambuł | Eczacıbaşı Dynavit Stambuł | 3            |                   |   |                            |                            |       |
|  | Eczacıbaşı Dynavit Stambuł | Eczacıbaşı Dynavit Stambuł | 3            | 17.12             |   |                            |                            |       |
|  | Dentil/Praia Clube         | Dentil/Praia Clube         | 1            |                   |   |                            |                            |       |
|  | Dentil/Praia Clube         | Dentil/Praia Clube         | 1            |                   |   | Eczacıbaşı Dynavit Stambuł | Eczacıbaşı Dynavit Stambuł | 3     |
|  | 16.12                      |                            |              |                   |   | Eczacıbaşı Dynavit Stambuł | Eczacıbaşı Dynavit Stambuł | 3     |
|  |                            |                            | VakıfBank SK | VakıfBank SK      | 2 |                            |                            |       |
|  | VakıfBank SK               | VakıfBank SK               | VakıfBank SK | VakıfBank SK      | 2 | 3                          |                            |       |
|  | VakıfBank SK               | VakıfBank SK               |              |                   |   |                            |                            |       |
|  | Tianjin Bohai Bank         | Tianjin Bohai Bank         | 0            |                   |   |                            |                            |       |
|  | Tianjin Bohai Bank         | Tianjin Bohai Bank         | 0            | Mecz o 3. miejsce |   |                            |                            |       |
|  |                            |                            |              |                   |   |                            |                            |       |
|  | 17.12                      |                            |              |                   |   |                            |                            |       |
|  |                            |                            |              |                   |   |                            |                            |       |
|  | Dentil/Praia Clube         | Dentil/Praia Clube         | 1            |                   |   |                            |                            |       |
|  | Dentil/Praia Clube         | Dentil/Praia Clube         | 1            |                   |   |                            |                            |       |
|  | Tianjin Bohai Bank         | Tianjin Bohai Bank         | 3            |                   |   |                            |                            |       |
|  | Tianjin Bohai Bank         | Tianjin Bohai Bank         | 3            |                   |   |                            |                            |       |

|  |  | Półfinały |  |
|  |  | --------- |  |

| Data       | Godz.         | Drużyna 1                  | Wynik | Drużyna 2          | 1     | 2     | 3     | 4     | 5 | Widzów | *      |
| ---------- | ------------- | -------------------------- | ----- | ------------------ | ----- | ----- | ----- | ----- | - | ------ | ------ |
| 16.12.2023 | 14:00 (07:00) | Eczacıbaşı Dynavit Stambuł | 3:1   | Dentil/Praia Clube | 25:16 | 25:12 | 25:27 | 25:22 |   | 1910   | raport |
| 16.12.2023 | 19:30 (12:30) | VakıfBank SK               | 3:0   | Tianjin Bohai Bank | 25:16 | 25:23 | 25:23 |       |   | 2398   | raport |

|  |  | Mecz o 3 miejsce |  |
|  |  | ---------------- |  |

| Data       | Godz.         | Drużyna 1          | Wynik | Drużyna 2          | 1     | 2     | 3     | 4     | 5 | Widzów | *      |
| ---------- | ------------- | ------------------ | ----- | ------------------ | ----- | ----- | ----- | ----- | - | ------ | ------ |
| 17.12.2023 | 14:00 (07:00) | Dentil/Praia Clube | 1:3   | Tianjin Bohai Bank | 23:25 | 20:25 | 25:17 | 19:25 |   | 1903   | raport |

|  |  | Finał |  |
|  |  | ----- |  |

| Data       | Godz.         | Drużyna 1                  | Wynik | Drużyna 2    | 1     | 2     | 3     | 4     | 5    | Widzów | *      |
| ---------- | ------------- | -------------------------- | ----- | ------------ | ----- | ----- | ----- | ----- | ---- | ------ | ------ |
| 17.12.2023 | 19:30 (12:30) | Eczacıbaşı Dynavit Stambuł | 3:2   | VakıfBank SK | 19:25 | 25:23 | 25:23 | 23:25 | 15:9 | 2967   | raport |

| KLUBOWY MISTRZ ŚWIATA               |
| ----------------------------------- |
| Eczacıbaşı Dynavit Stambuł 3. TYTUŁ |

## Nagrody indywidualne
| Nagroda                | Zawodniczka                                 | Klub                                    |
| MVP                    | Tijana Bošković                             | Eczacıbaşı Dynavit Stambuł              |
| Najlepsza atakująca    | Tijana Bošković                             | Eczacıbaşı Dynavit Stambuł              |
| Najlepsza rozgrywająca | Elif Şahin                                  | Eczacıbaşı Dynavit Stambuł              |
| Najlepsze środkowe     | Zehra Güneş Jovana Stevanović               | VakıfBank SK Eczacıbaşı Dynavit Stambuł |
| Najlepsze przyjmujące  | Gabriela „Gabi” Braga Guimarães Li Yingying | VakıfBank SK Tianjin Bohai Bank         |
| Najlepsza libero       | Ayça Aykaç                                  | VakıfBank SK                            |

## Klasyfikacja końcowa
| Miejsce | Drużyna                    |
| ------- | -------------------------- |
| 1       | Eczacıbaşı Dynavit Stambuł |
| 2       | VakıfBank SK               |
| 3       | Tianjin Bohai Bank         |
| 4       | Dentil/Praia Clube         |
| 5       | Gerdau/Minas               |
| 6       | Sport Center 1             |